# Duga Resa
Duga Resa este un oraș în cantonul Karlovac, Croația, având o populație de 11.180 de locuitori (2011).

## Demografie
Componența etnică a orașului Duga Resa
     Croați (97,39%)
     Sârbi (1,67%)
     Necunoscut (0,25%)
     Neclasificat (0,51%)
Componența confesională a orașului Duga Resa
     Catolici (94,94%)
     Ortodocși (1,61%)
     Fără religie și atei (1,24%)
     Necunoscută (0,95%)
     Alte religii (1,26%)
Conform recensământului din 2011, orașul Duga Resa avea 11.180 de locuitori. Din punct de vedere etnic, majoritatea locuitorilor (97,39%) erau croați, cu o minoritate de sârbi (1,67%). Apartenența etnică nu este cunoscută în cazul a 0,25% din locuitori. Din punct de vedere confesional, majoritatea locuitorilor (94,94%) erau catolici, existând și minorități de ortodocși (1,61%) și persoane fără religie și atei (1,24%). Pentru 0,95% din locuitori nu este cunoscută apartenența confesională.